# Internationale Filmfestspiele Berlin 2007

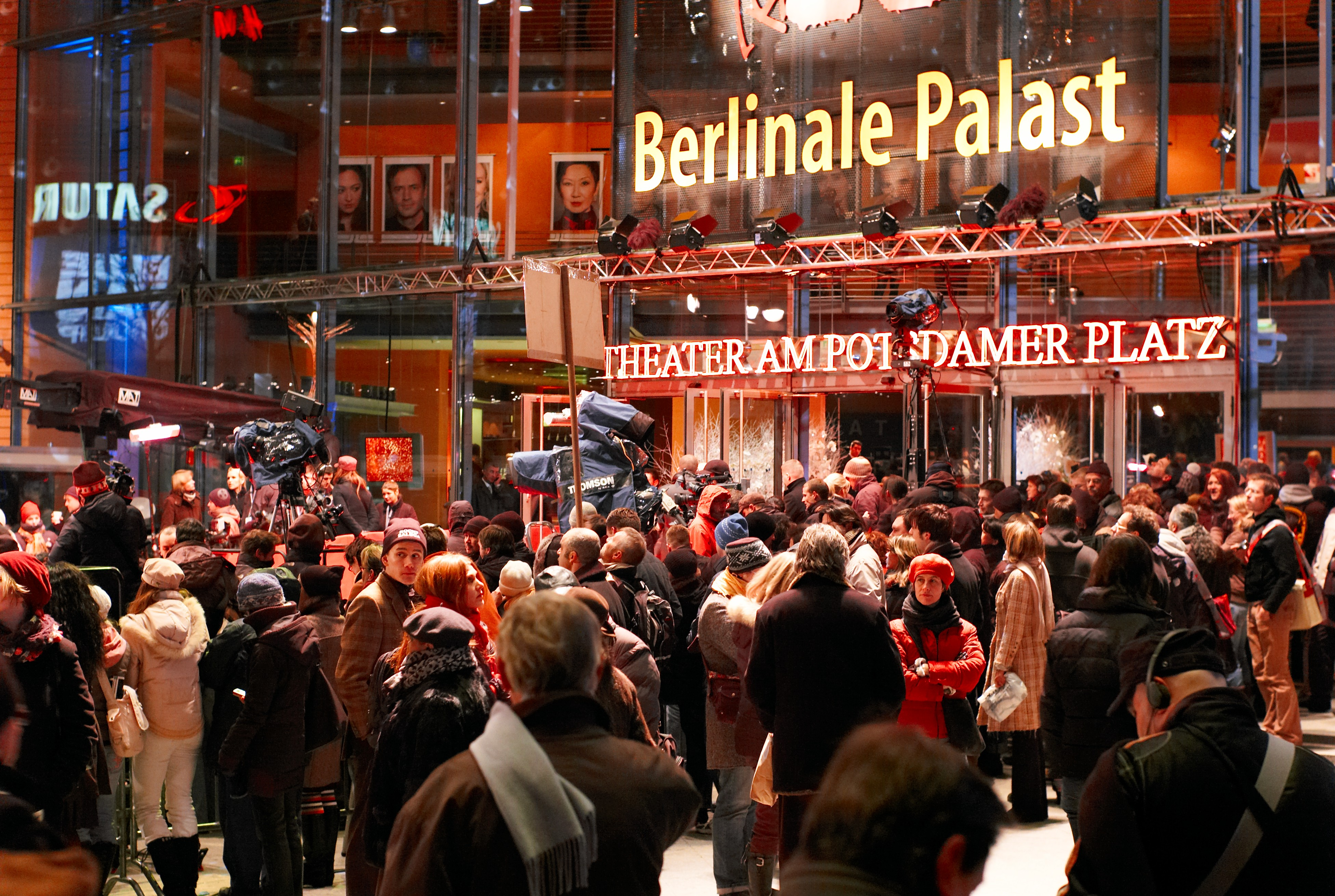
Berlinale-Palast 2007

Die 57. Internationalen Filmfestspiele Berlin fanden vom 8. Februar bis zum 18. Februar 2007 statt.
Die Berlinale wurde mit Olivier Dahans Film La vie en rose (OT: La Môme) eröffnet. In dem französischen Drama verkörpert Marion Cotillard die französische Chansonsängerin Édith Piaf (1915–1963).
Das Kinderfilmfest erhielt zum 30. Jubiläum einen neuen Namen und wird künftig unter dem Titel „Generation“ laufen.
Der Filmregisseur Arthur Penn erhielt am 15. Februar 2007 den Goldenen Ehrenbären für sein Lebenswerk und wurde zudem mit einer Hommage geehrt. Der US-Amerikaner zählt mit Filmen wie Bonnie und Clyde (1967) zu den wichtigsten Vertretern des „New Hollywood“.
Das Festival erreichte neue Besucherrekordzahlen. Mehr als 19.000 Akkreditierte aus 127 Ländern nahmen am Festival teil. Unter den Akkreditierten gab es ca. 4.000 Journalisten aus aller Welt. Die Filme wurden von 430.000 Zuschauern gesehen, darunter waren 220.000 an das nicht akkreditierte Publikum verkaufte Kinokarten. Das Kino Cubix am Alexanderplatz kam als neue Spielstätte für die Sektionen Panorama und Forum hinzu.

## Wettbewerb
Im offiziellen Wettbewerb wurden in diesem Jahr folgende Filme gezeigt:
| Filmtitel                                    | Regisseur         | Produktionsland                                                | Darsteller (Auswahl)                                          |
| Der Andere                                   | Ariel Rotter      | Argentinien, Frankreich und Deutschland                        | Julio Chávez                                                  |
| Angel – Ein Leben wie im Traum               | François Ozon     | Großbritannien, Belgien, Frankreich                            | Romola Garai und Lucy Russell                                 |
| Beaufort                                     | Joseph Cedar      | Israel                                                         | Alon Abutbul, Eli Altonio und Daniel Brook                    |
| Bordertown                                   | Gregory Nava      | USA, Großbritannien                                            | Jennifer Lopez, Antonio Banderas und Martin Sheen             |
| Desires of a Housewife – Menschen am Abgrund | Ryan Eslinger     | USA und Kanada                                                 | Sharon Stone, Timothy Hutton und Dylan Baker                  |
| Die Fälscher                                 | Stefan Ruzowitzky | Österreich, Deutschland                                        | Karl Markovics, August Diehl und Marie Bäumer                 |
| The Good German – In den Ruinen von Berlin   | Steven Soderbergh | USA                                                            | George Clooney, Tobey Maguire und Cate Blanchett              |
| Goodbye Bafana                               | Bille August      | Belgien, Südafrika, Großbritannien und Luxemburg               | Joseph Fiennes, Dennis Haysbert und Diane Kruger              |
| Der gute Hirte                               | Robert De Niro    | USA                                                            | Matt Damon, Angelina Jolie, Martina Gedeck und Robert De Niro |
| Hallam Foe – This Is My Story                | David Mackenzie   | Großbritannien                                                 | Jamie Bell                                                    |
| Die Herzogin von Langeais                    | Jacques Rivette   | Frankreich                                                     | Jeanne Balibar, Guillaume Depardieu und Michel Piccoli        |
| Hyazgar                                      | Zhang Lu          | Südkorea und Frankreich                                        | Bat-ulzii und Seo Jung                                        |
| Ich habe den englischen König bedient        | Jiří Menzel       | Tschechien, Slowakei                                           | Julia Jentsch                                                 |
| I’m a Cyborg, But That’s OK                  | Park Chan-wook    | Südkorea                                                       | Lim Su-jeong, Rain                                            |
| In Memoria di me                             | Saverio Costanzo  | Italien                                                        | Christo Schiwkow, Stefano Antonucci und André Hennicke        |
| Irina Palm                                   | Sam Garbarski     | Belgien, Luxemburg, Großbritannien, Deutschland und Frankreich | Marianne Faithfull                                            |
| Das Jahr, als meine Eltern im Urlaub waren   | Cao Hamburger     | Brasilien und Argentinien                                      | Michel Joelsas, Germano Haiut und Daniela Piepczyk            |
| Lost in Beijing – Alles ist möglich          | Li Yu             | Volksrepublik China                                            | Tony Leung Ka-fai und Fan Bing Bing                           |
| Tuyas Hochzeit                               | Wang Quan’an      | Volksrepublik China                                            | Yu Nan                                                        |
| La vie en rose*                              | Olivier Dahan     | Frankreich                                                     | Marion Cotillard, Gérard Depardieu und Sylvie Testud          |
| Wir waren Zeugen                             | André Téchiné     | Frankreich                                                     | Emmanuelle Béart, Michel Blanc und Sami Bouajila              |
| Yella                                        | Christian Petzold | Deutschland                                                    | Nina Hoss, Hinnerk Schönemann und Devid Striesow              |

* = Eröffnungsfilm

### Internationale Jury

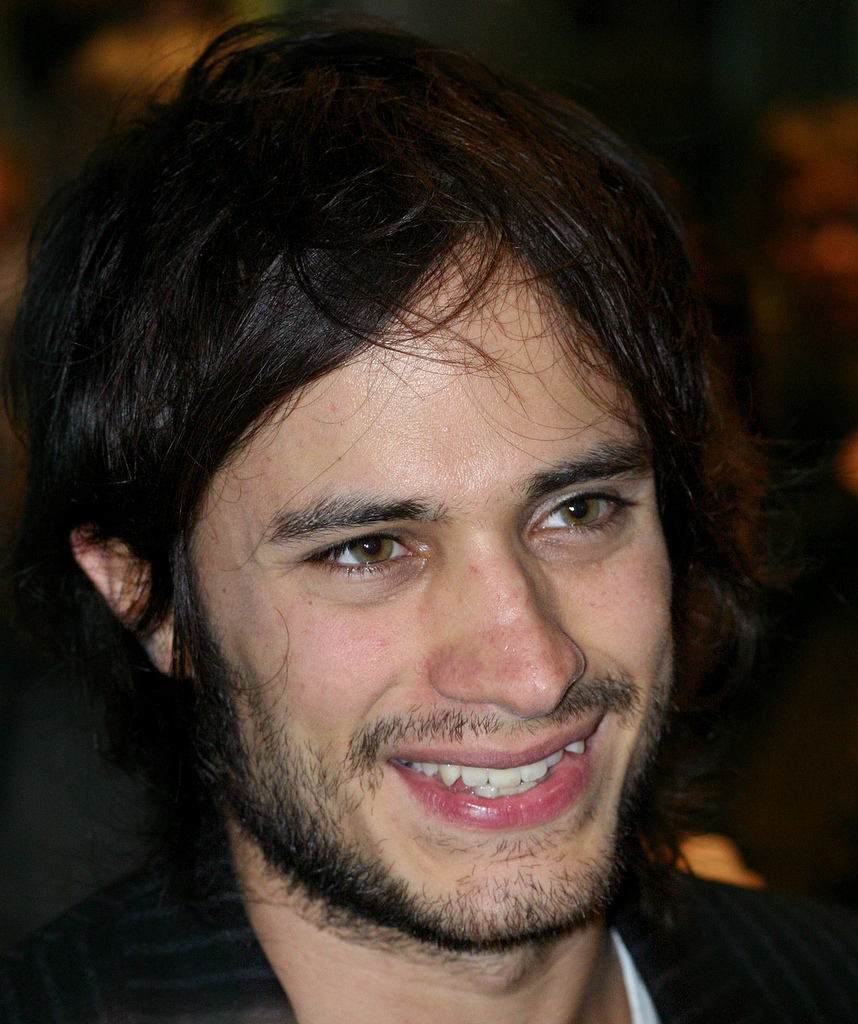
Gael García Bernal (2007)

Jury-Präsident war der US-amerikanische Regisseur und Drehbuchautor Paul Schrader. Weitere Mitglieder waren die Schauspieler Hiam Abbass, Mario Adorf, Willem Dafoe und Gael García Bernal, die chinesische Filmproduzentin Nansun Shi und die dänische Filmeditorin Molly Malene Stensgaard.

### Preisträger
Goldener Bär

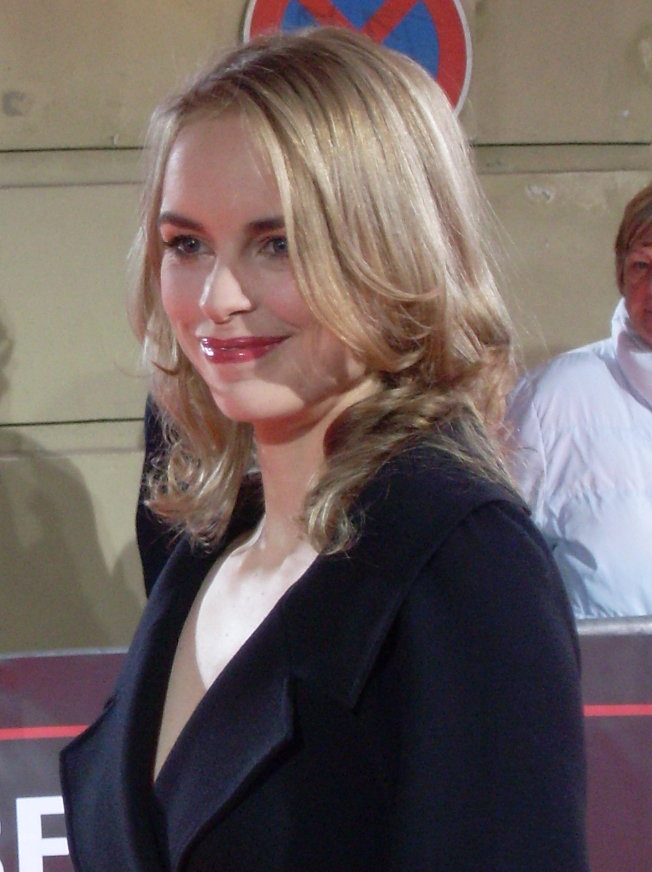
Nina Hoss

- Goldener Bär (Bester Film): Tuyas Hochzeit

Silberne Bären
- Silberner Bär (Großer Preis der Jury): Der Andere
- Silberner Bär (beste Regie): Joseph Cedar (Beaufort)
- Silberner Bär (beste Darstellerin): Nina Hoss in Yella
- Silberner Bär (bester Darsteller): Julio Chávez in Der Andere
- Silberner Bär (herausragende künstlerische Leistung): Schauspielerensemble des Films Der gute Hirte
- Silberner Bär (beste Filmmusik): Hallam Foe – This Is My Story

Weitere Preise
- Alfred-Bauer-Preis: I’m a Cyborg, But That’s OK von Park Chan-wook
- FIPRESCI-Preis: Obsluhoval jsem anglického krále (deutsch: „Ich habe den englischen König bedient“) von Jiří Menzel
- Preis der Ökumenischen Jury: Tuyas Hochzeit
- Preis der Gilde deutscher Filmkunsttheater: Hallam Foe

## Kurzfilmwettbewerb

### Preisträger
- Goldener Bär: Raak von Hanro Smitsman (Niederlande)
- Silberner Bär: Decroche von Manuel Schapira (Frankreich) und Mei von Arvin Chen (USA/Taiwan)
- Prix UIP: Rotten Apple von Raliza Petrowa (Großbritannien)
- DAAD-Kurzfilmpreis: Annem Sinema Ögreniyor von Nesimi Yetik (Türkei)

### Internationale Kurzfilmjury
Peace Anyiam-Fiberesima (Nigeria), Riina Sildos (Estland), Ning Ying (China)

## Sektion Panorama
In der Sektion Panorama wurden unter anderem folgende Filme vorgestellt: The Home Song Stories von Tony Ayres, Away From Her von Sarah Polley mit Julie Christie, Poor Boy’s Game von Clement Virgo mit Danny Glover, Invisibles – Dokumentarfilm von unter anderem Isabel Coixet und Wim Wenders, Strange Culture (Fremdkulturen) von Lynn Hershman Leeson mit Tilda Swinton, ebenfalls mit Swinton der Dokumentarfilm Schau mir in die Augen, Kleiner über die Geschichte des queeren Kinos, Blindsight Dokumentarfilm über die Blindenschule in Tibet von Sabriye Tenberken, Ferien ’91 von Thomas Arslan mit Angela Winkler, Deux jours à Paris von und mit Julie Delpy, El Camino de los Ingleses von Antonio Banderas.
- Publikumspreis: Der diesjährige Publikumspreis der Sektion Panorama ging an den Dokumentarfilm Blindsight von Lucy Walker.
- Preis der ökumenischen Jury: Luo Ye Gui Gen (Getting Home) – Regie: Zhang Yang
- FIPRESCI-Preis: Takva – Gottesfurcht – Regie: Özer Kiziltan
- Preis der C.I.C.A.E.: The Bubble – Regie: Eytan Fox

## Sektion Forum
- Caligari Filmpreis: Den Caligari Filmpreis des „Internationalen Forums des Jungen Films – Berlinale 2007“ gewann die Österreicherin Anja Salomonowitz für den Film Kurz davor ist es passiert.
- Preis der ökumenischen Jury: Chrigu von Jan Gassmann und Christian Ziörjen
- FIPRESCI-Preis: Jagdhunde von Ann-Kristin Reyels
- Preis der C.I.C.A.E.: Heimatklänge von Stefan Schwietert

## Retrospektive
Die Retrospektive trug den Titel „City Girls. Frauenbilder im Stummfilm“ und beschäftigte sich mit dem neuen Frauenbild zu Anfang des 20. Jahrhunderts im Stummfilm. Es wurden insgesamt 30 Filme innerhalb des Programms zu diesem Thema gezeigt. Eine weitere Retrospektive befasste sich mit der Fotoagentur Magnum, die 2007 ihren 60. Geburtstag feierte. Unter dem Retrospektivetitel „Magnum in Motion“ wurden Dokumentarfilme und Reportagen, die die Arbeit der Fotografen von Magnum zum Thema hatten oder von Fotografen der Agentur gedreht wurden, gezeigt. Der Zeitraum der Filme spannte sich von 1938 bis 2007. Ältester Beitrag war der Film L’Espagne Vivra von Magnum-Gründer Henri Cartier-Bresson.

## Generation
Das Kinderfilmfest fand in diesem Jahr zum 30. Mal statt und erhielt mit „Generation“ einen neuen Namen. Es gibt zwei Bereiche der Sektion Generation: Generation Kplus (Kinderfilme) und Generation Plus 14 (Jugendfilme). In beiden Bereichen vergibt eine Kinder- bzw. Jugendjury den Gläsernen Bären als Hauptpreis.

### Generation Plus 14
- Gläserner Bär: Sweet Mud – Im Himmel gefangen (Adama Meshuga’at) von Dror Shaul (Israel)

### Generation Kplus
- Gläserner Bär: Das Internat von Songyos Sugmakanan (Thailand)

## Ehrenpreise
Goldener Ehrenbär

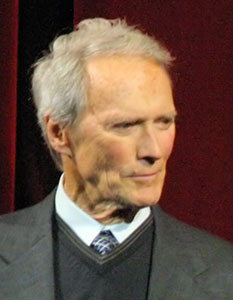
Clint Eastwood (auf der Berlinale 2007)

- Arthur Penn, US-amerikanischer Regisseur

Berlinale-Kamera
- Clint Eastwood, US-amerikanischer Schauspieler und Regisseur
- Gianni Minà, italienischer Fernsehjournalist und Dokumentarfilmer
- Márta Mészáros, ungarische Filmregisseurin
- Dorothea Moritz und Ron Holloway, Journalisten